# Pedro Casanave
Pedro Pablo Casanave (Navarra, 1766 - ¿Washington? 1796) también conocido como Peter Casanave, fue un mercader y político español que llegó a ser alcalde de Georgetown y miembro masón del Georgetown Corporation's Common Council.

## Biografía
Se conocen pocos datos de su biografía, aunque se calcula que nació en Navarra en torno a 1766, pues a su vez se cree que falleció en 1796 cuando contaba unos 30 años de edad. Llegó a Estados Unidos en 1785 sin saber hablar inglés y prosperó como empresario, agente de la propiedad e inversor inmobiliario. Fundó varias empresas e incluso una escuela de baile nocturno. Su influencia le llevaría a ser alcalde de Georgetown, entonces ciudad más grande de Maryland y hoy parte de la ciudad de Washington D. C. El 12 de octubre de 1792, coincidiendo con el 300 aniversario de la llegada de Cristóbal Colón al actual continente americano, colocó la primera piedra de la Casa Blanca, que se finalizaría ocho años después. Se cree que podría ser sobrino de Juan de Miralles. 
Pedro se casó con Ann Nancy Young (católica) y tuvieron dos hijos, Peter y Joane Casanave.